# Петроград (Омская область)
Петроград — исчезнувшая деревня (хутор) в Омском районе Омской области. Располагалась на территории современного Лузинского сельского поселения. Точная дата упразднения не установлена.

## География
Располагалась в 5 км к западу от деревни Петровка.

## История
Основана в 1924 году В 1928 году хутор Петроград состоял из 14 хозяйств. В составе Ребровского сельсовета Любинского района Омского округа Сибирского края.

## Население
По переписи 1926 года на хуторе проживало 80 человек (48 мужчин и 32 женщины), основное население — украинцы.